# 菅井基裕
菅井 基裕（すがい もとひろ、1929年6月15日 - 2022年6月9日）は、日本の実業家。阪急電鉄（現阪急阪神ホールディングス）代表取締役社長や、同社代表取締役会長を務めた。

## 来歴・人物
兵庫県出身。関西学院高等部を経て、1953年に関西学院大学経済学部卒業。同年に京阪神急行電鉄（現阪急阪神ホールディングス）入社。1983年6月に取締役に昇格。1986年6月に常務、1988年6月に専務を経て、1990年6月には副社長に就任した。
1993年から阪急電鉄代表取締役社長を務めた。社長在任時には、1995年の阪神・淡路大震災で被災した神戸線などの路線の復旧の陣頭の指揮を執り、流通事業の参入などを行い、従来の鉄道事業に依存したビジネスモデルの脱却を図った。
1999年6月から副会長に就任し、2000年12月から2001年6月までに阪急交通社の社長を会長兼務で就任した(1994年6月から会長を務める)。
1993年10月に運輸大臣表彰を受け、1994年11月に藍綬褒章を受章し、2003年4月には勲二等旭日重光章を受章した。
阪急百貨店会長、北大阪急行電鉄会長、阪急不動産監査役、関西テレビ放送取締役、神戸高速鉄道取締役、池田銀行監査役、山陽電気鉄道取締役、関西経済連合会副会長なども歴任した。
2022年6月9日午後0時48分、心原性脳塞栓症のため兵庫県西宮市の病院で死去、92歳没。